# Les Armes secrètes
Pour les articles homonymes, voir Arme secrète.
Les Armes secrètes (Las armas secretas) est un recueil de cinq nouvelles de Julio Cortázar, publié en 1959.
Le recueil est traduit de l'espagnol par Laure Guille-Bataillon en 1963.
Ces nouvelles traitent du thème du rêve, du double, du labyrinthe. « Les cinq textes […] révèlent la face démesurée, sublime et horripilante du quotidien. »

## Nouvelles
- Lettres de Maman
- Bons et Loyaux Services
- Les Fils de la vierge : c'est de cette nouvelle que Michelangelo Antonioni s'est inspiré pour son film Blow-Up (1966)
- L'Homme à l'affût
- Les Armes secrètes

Une édition ultérieure de la collection Folio des éditions Gallimard réunit onze nouvelles :
- La Nuit face au ciel
- Axolotl
- Circé
- Les Portes du ciel
- Continuité des parcs
- La Lointaine
- Fin d'un jeu
- Les Fils de la vierge
- Bons et Loyaux Services
- Les Armes secrètes
- L'Homme à l’affût

Cette dernière nouvelle est une évocation du destin tragique de Charlie Parker, bien que son nom ne soit jamais cité.

## Critique
Hubert Juin a écrit dans Les Lettres françaises au sujet de ce recueil : « C'est un livre qui échappe. C'est pourquoi on le relit. C'est un livre qui hante. C'est pourquoi il bouleverse... ».
L'Homme à l'affût est considéré comme « un des plus beaux hommages à Charlie Parker ».